# Jonathan Bond
Jonathan Henry Bond (Hemel Hempstead, 19 mei 1993) is een Engels-Welsh voetballer die als doelman speelt. Hij stroomde in 2010 door vanuit de jeugd van Watford.

## Clubcarrière
Bond komt uit de jeugdopleiding van Watford, waar hij tijdens het seizoen 2010/11 enkele maal op de reservenbank zat. Om ervaring op te doen werd hij uitgeleend aan Brackley Town, Forest Green Rovers, Dagenham & Redbridge en Bury. Op 5 februari 2013 stond hij in de basiself in het FA Cup-duel tegen Manchester City. Op 23 februari 2013 vierde hij zijn competitiedebuut tegen Derby County als invaller voor de geblesseerde Manuel Almunia. Eén week later mocht hij in de basiself starten tegen Wolverhampton Wanderers. Op 2 april 2013 hield zijn eerste clean sheet tegen Hull City, wat hem meteen het statuut van man van de match opleverde.

## Interlandcarrière
Bond kwam uit voor Wales -17 en Wales -19. Op 19 juli 2013 werd bekend dat Bond voor Engeland zou willen uitkomen, waarop hij één maand later werd geselecteerd voor Engeland –21. Hij debuteerde voor Engeland -21 op 19 november 2013 in de EK-kwalificatiewedstrijd tegen San Marino -21. Hij viel aan de rust in voor Jack Butland. De wedstrijd eindigde op 9-0 in het voordeel van de Engelsen.
1 Bachmann ·
2 Ngakia ·
3 Sierralta ·
5 Porteous ·
6 Pollock ·
7 Ince ·
8 Tsjakvetadze ·
10 Louza ·
11 Vata ·
12 Sema ·
13 Almeida ·
14 Dwomoh ·
15 Tikvić ·
16 Keben ·
17 Sissoko  ·
18 Jebbison ·
19 Bayo ·
20 Doumbia ·
21 Ogbonna ·
22 Morris ·
23 Bond ·
24 Dele-Bashiru ·
34 Baah ·
36 Ebosele ·
37 Larouci ·
39 Kayembe ·
45 Andrews ·
Coach: Cleverley